# Gassa d’amante
Gassa d’amante — студийный альбом итальянской певицы Мины, выпущенный 22 ноября 2024 года на лейбле PDU.

## Отзывы критиков
Рецензенты The Hollywood Reporter написали: «Gassa d’amante — это сокровищница вокальных жемчужин. Каждая песня раскрывает новые слои, демонстрируя не просто певца, но настоящего художника и усердного исследователя, постоянно раздвигающего границы и открывающего новые способы выразить вневременное путешествие любви». Маттео Ваги из Newsic.it отметил, что «Gassa d’amante — это не просто пластинка: это художественный жест редкой интенсивности, нить, связывающая прошлое, настоящее и будущее итальянской музыки». Игорь Гаврилов из «Коммерсанта» предположил, что вряд ли Мина сможет продолжать выпускать новую музыку в том же темпе, и не из-за возрастных особенностей голоса, а из-за настроения всего альбома, в котором образ любви как узла, который нужно развязать и идти дальше по намеченному пути. «Это то, что в наушниках. А в сердце, безусловно, завещание и подведение итогов», — заключил рецензент.

## Список композиций
| №                   | Название                   | Автор(ы)                             | Длительность |
| ------------------- | -------------------------- | ------------------------------------ | ------------ |
| 1.                  | «Non smetto di aspettarti» | Фабио Конкато                        | 5:17         |
| 2.                  | «Dispersa»                 | Самуэле Черри, Массимилиано Пани     | 4:30         |
| 3.                  | «Per dirti t’amo»          | Роберту Казу                         | 3:31         |
| 4.                  | «Amami e basta»            | Антонио Лука Тудиска                 | 3:13         |
| 5.                  | «Senza farmi male»         | Элиза Тоффоли                        | 5:25         |
| 6.                  | «Il cuore si sbaglia»      | Виола Серафини, Франко Серафини      | 4:41         |
| 7.                  | «È cosi che funziona»      | Альберто Де Мартини, Альберто Анелли | 3:23         |
| 8.                  | «Buttalo via»              | Франческо Габбани                    | 4:05         |
| 9.                  | «L’amore vero»             | Маттео Манчини, Джанни Бинди         | 3:51         |
| 10.                 | «Non ti lascerò»           | Фабрицио Берлинчони, Мауро Кулотта   | 4:16         |
| Общая длительность: | Общая длительность:        | Общая длительность:                  | 42:12        |

## Чарты
| Чарт (2024)               | Высшая позиция |
| ------------------------- | -------------- |
| Италия (Classifica album) | 3              |

## История релизов
| Регион | Дата           | Формат                      | Лейбл                      | Ист.  |
| ------ | -------------- | --------------------------- | -------------------------- | ----- |
| Италия | 22 ноября 2024 | CD, LP, MC                  | PDU                        | [ 5 ] |
| Мир    | 22 ноября 2024 | Цифровая загрузка, стриминг | PDU, Pirames International | [ 6 ] |